# Пожалостин, Иван Петрович
Ива́н Петро́вич Пожа́лостин (1837—1909) — русский гравёр, один из крупных мастеров репродукционного резцового эстампа. Его творчество отличается тщательным изучением и прорисовкой натуры, выражением сцен бытового жанра языком классической гравюры. Он создал галерею портретов деятелей культуры и искусства.

## Биография

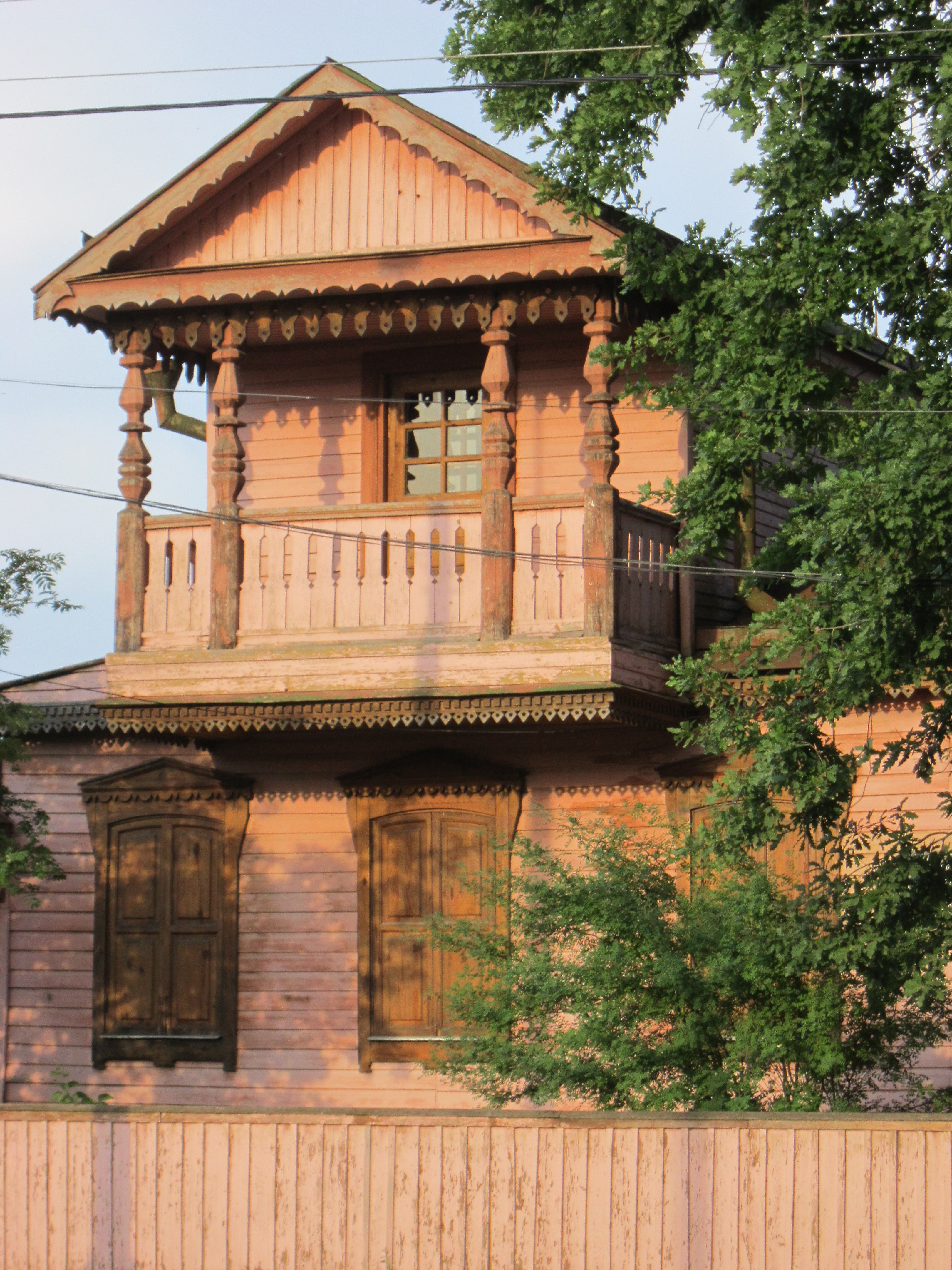
Дом И. П. Пожалостина в Солотче

Выходец из крестьян, рос сиротой. С детства у него проявился талант к рисованию. В 13 лет был отдан в воспитательное училище для сирот в Рязани. Одновременно с учёбой в училище занимался рисованием на дому у местного учителя гимназии Н. С. Иванова. Этот художник оказал на него большое влияние.
После окончания училища Пожалостин непродолжительное время работал волостным писарем в Солотче. Здесь он совершенствовался в искусстве рисования с Н. С. Ефимовым, будущим художником, копируя рисунки из «Русского художественного листка», издаваемого академиком В. Ф. Тиммом. Особенно его привлекали типы русских солдат, участников крымской войны.
В 1857 году вместе с Ефимовым поступил на учёбу в Императорскую Академию художеств, в класс профессора Ф. И. Иордана, где учился до 1868 года. В Академии художеств учился у Ф. И. Иордана, Б. П. Виллевальде, П. М. Шамшина, А. Т. Маркова, Т. А. Неффа.
В стенах училища проявился талант искусного мастера-гравера. За работы, выполненные в гравировальном классе Академии художеств, он неоднократно награждался медалями. Был удостоен малой серебряной медали за работу «Плутон» (копия Гольца); получил Большую серебряную медаль за портрет «Кардинала Ларошфуко» (с оригинала Эделинка); им выполнена гравюра на меди — портрет московского митрополита Филарета (звание художника 3-й степени), над офортом «Купающиеся римские воины» (с рисунка Микеланджело) он трудился около года.
В Академии Пожалостин начал работать над портретами. Любовь к этому остаётся на всю жизнь. Им выполнены портреты Ивана Грозного (с работы Н. И. Уткина), императрицы Марии Фёдоровны.
Его резцу принадлежат портреты деятелей литературы и искусства: Г. Р. Державина, В. А. Жуковского, К. П. Брюллова, Ф. Г. Солнцева, И. А. Гончарова, И. С. Тургенева, Н. А. Некрасова, В. Г. Белинского, К. Н. Батюшкова, Д. А. Ровинского, А. С. Хомякова и других.
В 1868 году окончил Академию художеств, получил звание классного художника 1-й степени.
В 1871 году за гравюру «Несение Креста» с Л. Карраччи ему присуждена степень академика.
Как пенсионер Академии художеств, Пожалостин учился в Париже и Лондоне с 1872 по 1874 годы, работая над большой гравюрой с картины Г. И. Угрюмова «Ян Усмарь останавливает разъярённого быка» и изучая приёмы печатания гравюр и различные способы гравирования.
В 1875 году Пожалостин создал превосходную гравюру с картины В. Г. Перова «Птицелов». Работы Пожалостина расходились по всей России, он получал много заказов от издательств. Пожалостину сопутствуют слава и успех.
С 1883 года по 1892 год состоял адъюнкт-профессором Академии художеств, в 1892 году стал профессором. В этом звании он проработал два года. С реорганизацией Академии и ликвидацией класса резцовой гравюры он был уволен.
Пожалостин переехал с семьёй жить в Рязань, а затем поселился в Солотче. Здесь он начал работу над гравюрой по картине А. И. Корзухина «Праздник в деревне», но болезнь и смерть оборвала его работу.
Пожалостин скончался 25 декабря 1909 года и похоронен на территории Рязанского кремля, рядом с могилами Полонского и Хвощинской.

## Память
- Работы Пожалостина находятся в Рязанском государственном областном художественном музее, который носит его имя.
- В 1992 году в Солотче был открыт Дом-музей И. П. Пожалостина[1] в качестве отдела Рязанского государственного областного художественного музея им. И. П. Пожалостина.
- Именем Пожалостина названы улицы в Рязани и Ряжске.
- Судьба дочери Пожалостина и история его деревенского дома после смерти хозяина описана в рассказе К. Г. Паустовского «Телеграмма» и книге «Золотая роза» (глава «Зарубки на сердце»).